# Ittiri
Ittiri ist eine italienische Gemeinde (comune) mit 7937 Einwohnern (Stand 31. Dezember 2023) in der Metropolitanstadt Sassari auf Sardinien. Die Gemeinde liegt etwa 15 Kilometer südlich von Sassari zwischen dem Bacino Artificiale del Cuga und dem Lago del Bidighinzu. Ittiri trägt seit 2000 den Titel Città (Stadt).

## Verkehr
Die Strada Statale 131 Carlo Felice führt durch die Gemeinde.

## Söhne und Töchter der Stadt
- Giuseppe Pisanu (* 1937), Politiker
- Giovanni Antonio Porcheddu (1860–1937), Bauingenieur und Unternehmer

## Einzelnachweise

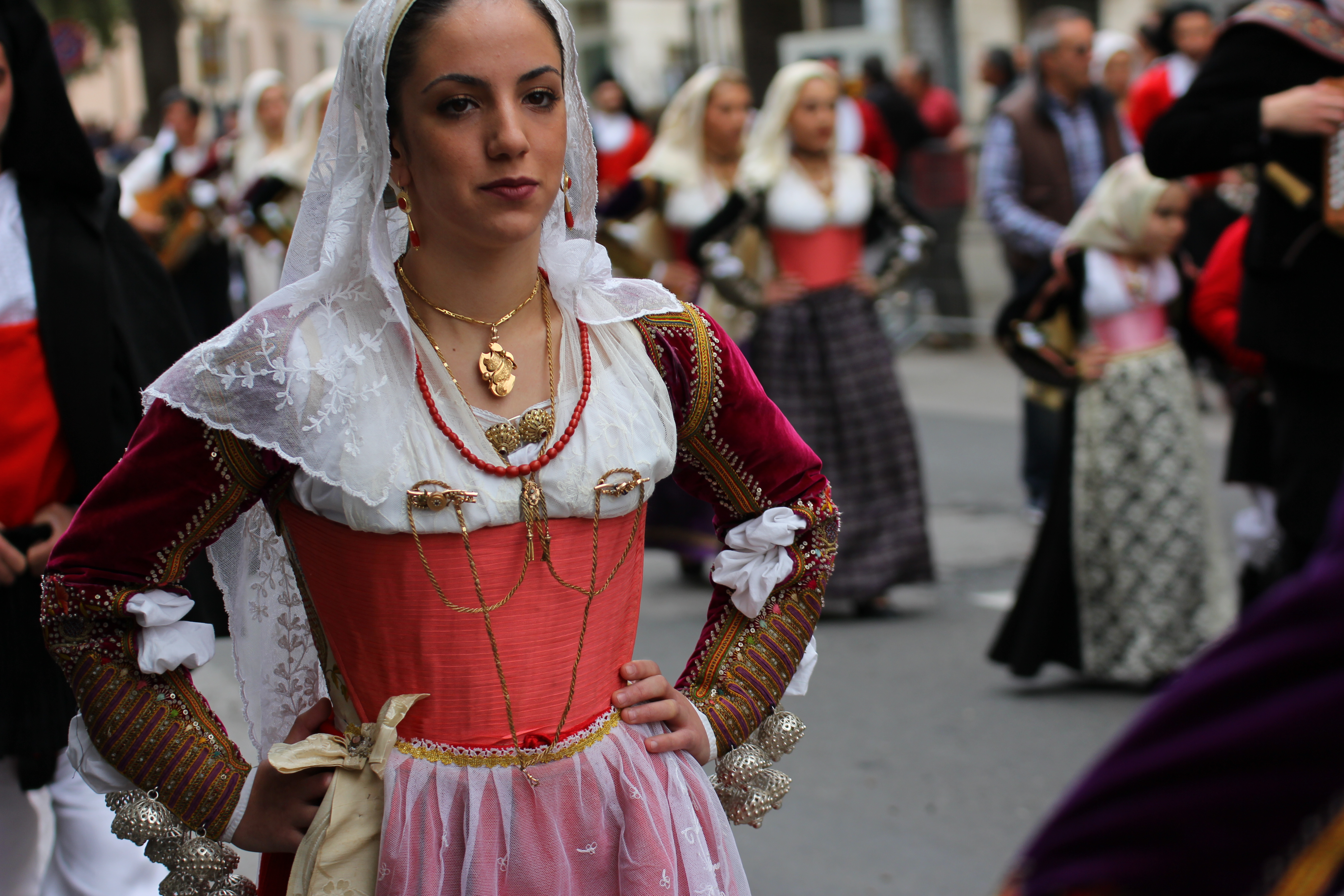
Traditionelle Tracht